# Abdullah Fawaz
Abdullah Fawaz Arfah Bait Abdulghafur (arabisch عبدالله فواز عرفة, DMG ʿAbd Allāh Fawwāz ʿArfa; * 3. Oktober 1996 in Salala) ist ein omanischer Fußballspieler.

## Karriere

### Klub
Seit mindestens der Saison 2015/16 steht er im Kader des Dhofar SCSC.

### Nationalmannschaft
Seinen ersten bekannten Einsatz für die omanische Fußballnationalmannschaft hatte er am 2. Juni 2017 bei einem 1:1 in einem Freundschaftsspiel gegen Syrien. In der Startelf stehend, wurde er zur zweiten Halbzeit für Yaseen al-Sheyadi ausgewechselt. Es folgten weitere Einsätze; seit 2021 ist er häufiger im Kader der Nationalmannschaft. So spielte er in Partien der Qualifikation für die Weltmeisterschaft 2022 und nahm mit seiner Mannschaft am FIFA-Arabien-Pokal 2021 teil.